# Elmont (Nova Iorque)
Elmont é uma concentração populacional, designada em inglês hamlet, pelo censo dos Estados Unidos. É um subúrbio situado no Condado de Nassau, Long Island. Trata-se de uma área não incorporada a vila de Hempstead. Faz fronteira com o Queens (NYC). Possui mais de 35 mil habitantes, de acordo com o censo nacional de 2020.
É famosa como sede do Hipódromo Belmont Park, que tem a maior pista de corrida de cavalos em areia do mundo, e onde disputa-se o Belmont Stakes, a terceira etapa da prestigiosa Triple Crown de corridas de puro-sangue. Também abriga a UBS Arena, casa dos New York Islanders da NHL.
Elmont tentou se incorporar como uma aldeia várias vezes ao longo dos anos, mas não conseguiu fazê-lo com sucesso.

## Geografia
De acordo com o Departamento do Censo dos Estados Unidos, a região tem uma área de 8,9 km², dos quais 8,8 km² estão cobertos por terra e 0,1 km² (0,3%) por água.

## Demografia

### Censo 2020
Segundo o censo nacional de 2020, a sua população é de 35 265 habitantes e sua densidade populacional de 3 993,3 hab/km². Seu crescimento populacional na última década foi de 6,2%, acima do crescimento estadual de 4,2%.
Possui 10 270 residências que resulta em uma densidade de 1 162,9 residências/km² e uma redução de -0,1% em relação ao censo anterior. Deste total, 3,6% das unidades habitacionais estão desocupadas. A média de ocupação é de 3,6 pessoas por residência.
A renda familiar média é de 104 671 dólares e a taxa de emprego é de 64,8%.